# 비디오 카세트 레코딩

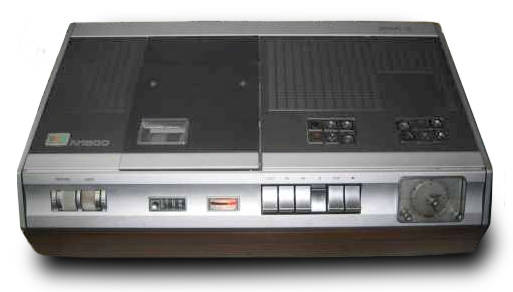
목재 캐비닛이 있는 N1500 비디오 레코더.

비디오 카세트 레코딩(영어: Video Cassette Recording, VCR)은 필립스가 설계한 초기 가정용 아날로그 녹음 포맷이다. 이는 최초로 성공한 소비자용 가정용 비디오카세트 레코더(VCR) 시스템이었다. 이후의 변형에는 VCR-LP 및 Super Video(SVR) 포맷이 포함되었다.
VCR 포맷은 1971년 소니그룹의 U-matic 포맷 직후인 1972년에 도입되었다. 얼핏 보면 경쟁 포맷처럼 보일 수 있지만, 이 두 포맷은 매우 다른 시장을 겨냥했다. 소비자용 포맷으로 실패한 후, U-matic은 전문가용 텔레비전 제작 포맷으로 마케팅되었고, VCR은 특히 교육용뿐만 아니라 가정용 사용자에게도 초점을 맞췄다. 카트리비전과 같은 다른 초기 포맷과 달리, VCR 포맷은 Skip field를 사용하지 않고도 고품질 비디오 신호를 녹화한다.
이전에도 가정용 비디오 시스템이 있었지만, 이들은 (소니 CV-2000과 같은) 오픈릴 시스템이었고 구매 및 운영 비용이 비쌌다. 또한 신뢰성이 떨어지고 EIAJ-1처럼 흑백으로만 녹화되는 경우가 많았다. VCR 시스템은 사용하기 쉽고 컬러로 녹화되었지만 여전히 비쌌다. 1972년에 출시되었을 때 N1500 레코더의 가격은 거의 £600에 달했다 (2020년 기준 £8,100에 해당). 이에 비해 작은 자동차 (모리스 미니)는 £600 남짓에 구매할 수 있었다.

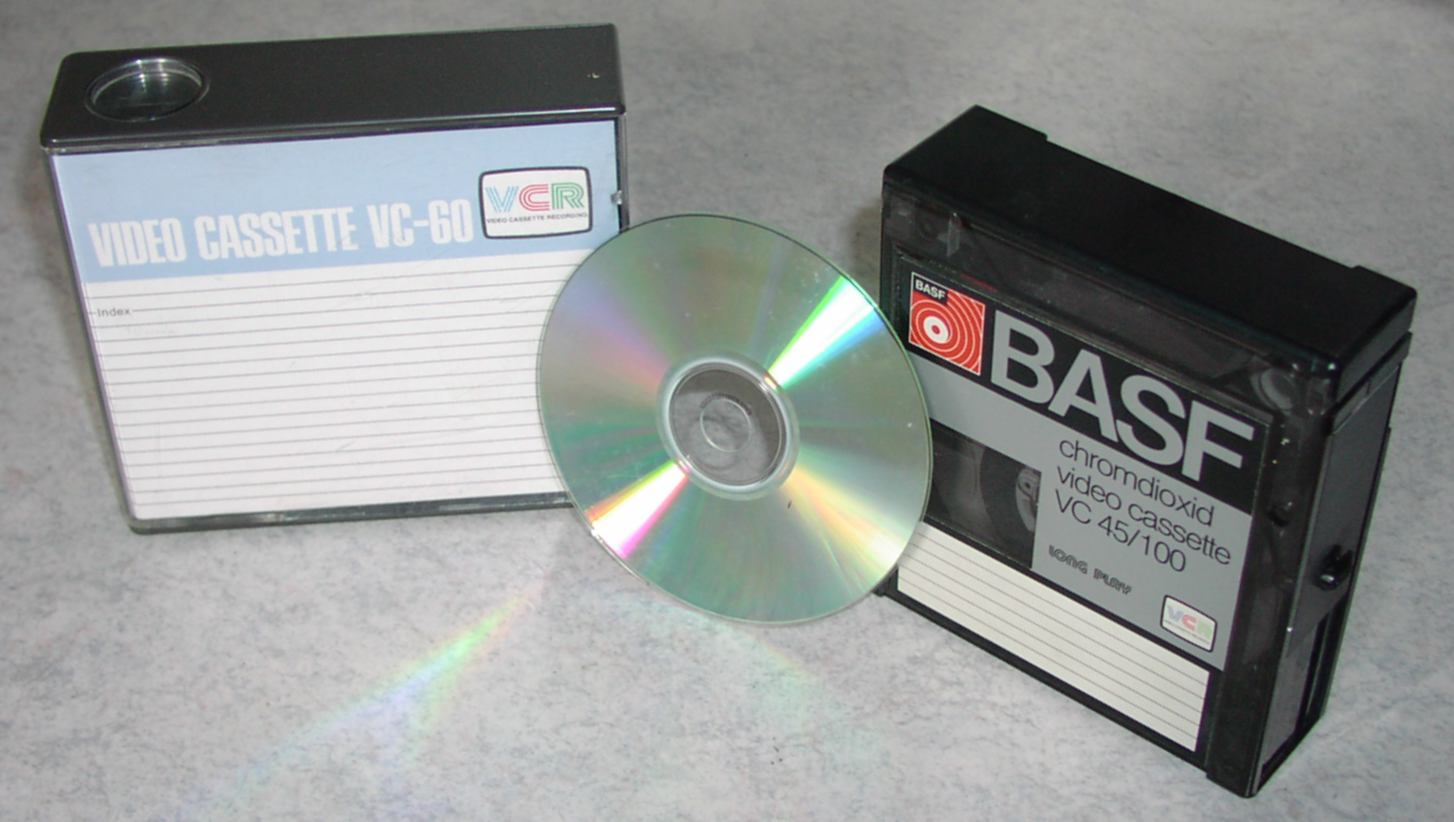
VCR 포맷 비디오 카세트 (왼쪽은 케이스 안에 있고 오른쪽은 단독). 비교를 위해 CD가 함께 표시되어 있다.

VCR 포맷은 1⁄2-인치-wide (12.7 mm) 크롬 이산화물 자기 테이프가 들어 있는 위아래로 동축 릴 두 개가 있는 큰 사각형 카세트를 사용했다. 재생 시간은 30분, 45분, 60분 세 가지가 있었다. 60분 비디오카세트는 매우 얇은 17-마이크로미터 (0.67 mil) 비디오테이프로 인해 수많은 걸림과 파손이 발생하여 신뢰성이 매우 떨어졌다. 45분 이하의 테이프는 20-마이크로미터 (0.79 mil) 두께의 테이프를 포함했다. 기계적으로 복잡한 레코더 자체도 다소 신뢰성이 떨어지는 것으로 판명되었다. 특히 흔한 고장은 카세트 내에서 테이프가 느슨해질 때 발생했다. 위쪽(감는) 스풀의 테이프가 아래쪽(공급) 스풀의 경로로 처져 되감기를 선택하면 테이프가 엉킬 수 있었다. 그러면 카세트가 완전히 걸려 문제를 해결하기 위해 분해해야 했고, 테이프는 구겨지고 손상되었다.
이 시스템은 인접한 비디오 트랙 간의 혼선을 방지하기 위한 사선 방위각 기술 개발보다 앞서 있었으므로 트랙 사이에 녹화되지 않은 가드 밴드를 사용해야 했다. 이로 인해 시스템은 14.29 cm/s (5.63 인치 매 초)의 테이프 속도로 작동해야 했다. 롱 플레이 버전의 속도는 6.56 cm/s (2.58 인치 매 초)였다.
필립스 VCR 시스템은 비디오 녹화 기술의 많은 발전을 통합하여 최초의 진정으로 실용적인 가정용 비디오 카세트 시스템을 탄생시켰다. 최초의 필립스 N1500 모델에는 가정용 비디오 카세트 레코더의 모든 필수 요소가 포함되어 있었다.
- 카세트의 간단한 로딩과 "피아노 키" 제어를 사용한 간단한 작동, 테이프 끝에서 완전 자동 정지 기능.
- 공중파 TV 프로그램을 녹화하기 위한 튜너.
- 무인 녹화를 위한 타이머가 있는 시계.
- 오디오 및 비디오 입력 커넥터가 없는 일반적인(당시 기준) TV 수신기에 연결할 수 있는 변조기.

필립스 VCR 시스템은 영국, 유럽 본토, 호주 및 남아프리카 공화국에서만 판매되었다. 1977년 중반, 필립스는 북미 시장에서 포맷을 유통하는 것을 고려 중이라고 발표했으며, 몇 달 동안 시범 판매되었다. 이 포맷은 원래 625-라인 50-헤르츠 (%s) PAL 시스템에서만 사용하도록 설계되었기 때문에, VCR 장치는 60-헤르츠 (%s) NTSC 시스템과 호환되도록 수정해야 했다. 불행히도 기계적, 전자적 이유로 테이프 속도를 20% 증가시켜야 했으며, 이로 인해 60분 PAL 테이프가 NTSC 기기에서 50분 동안 재생되었다. 듀폰은 60분 NTSC VCR 테이프(및 PAL에서는 약 70분)를 허용하는 더 얇은 비디오테이프 제형을 발표했지만, 이 테이프는 이전 제형보다 신뢰성이 더 떨어졌다. 궁극적으로 필립스는 신뢰성 문제와 같은 해 VHS의 도입으로 인해 북미 시장에서 VCR 포맷을 판매하려는 희망을 포기했다.

## 변형

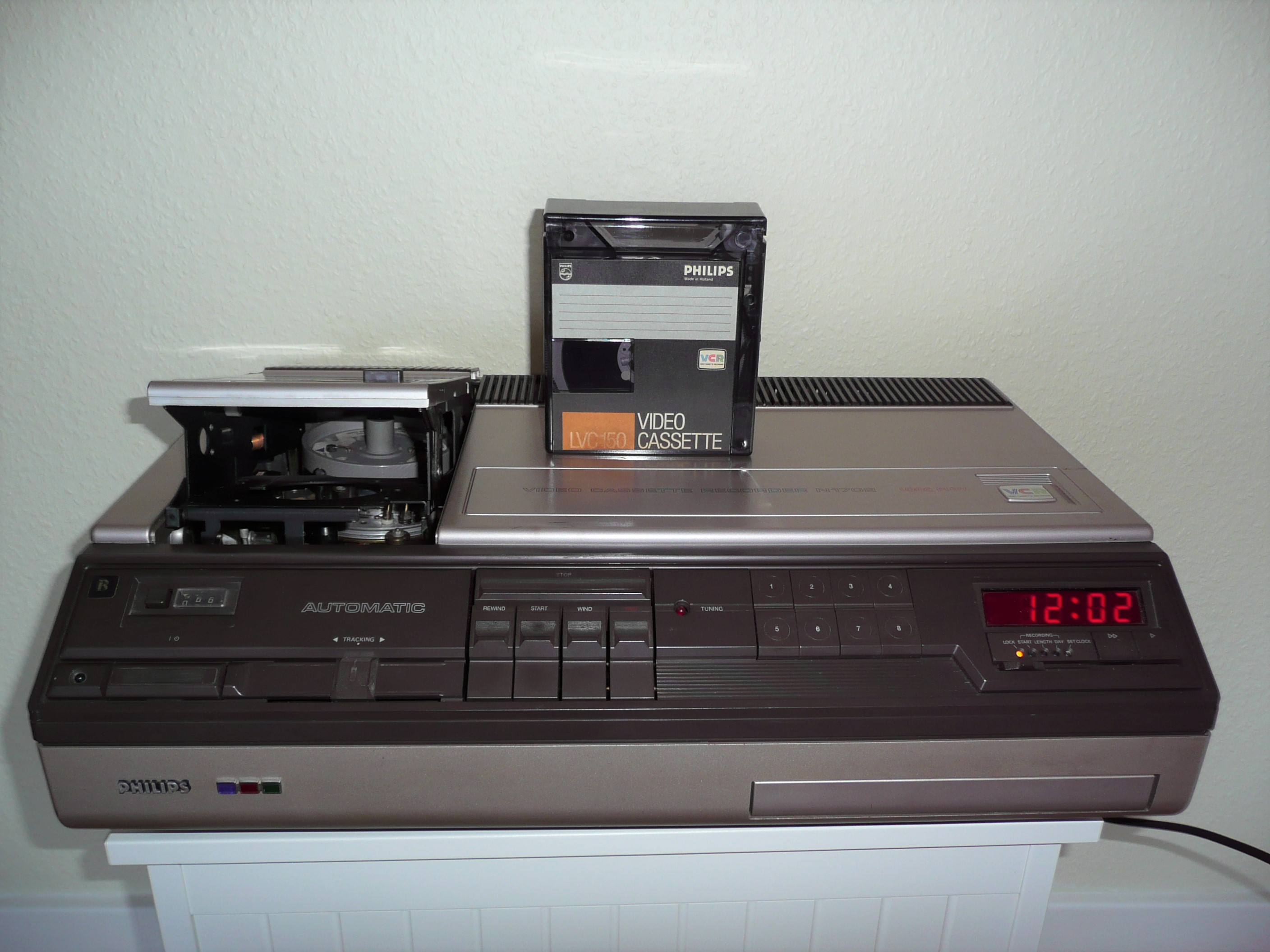
필립스 N1702. VCR-LP 레코더.

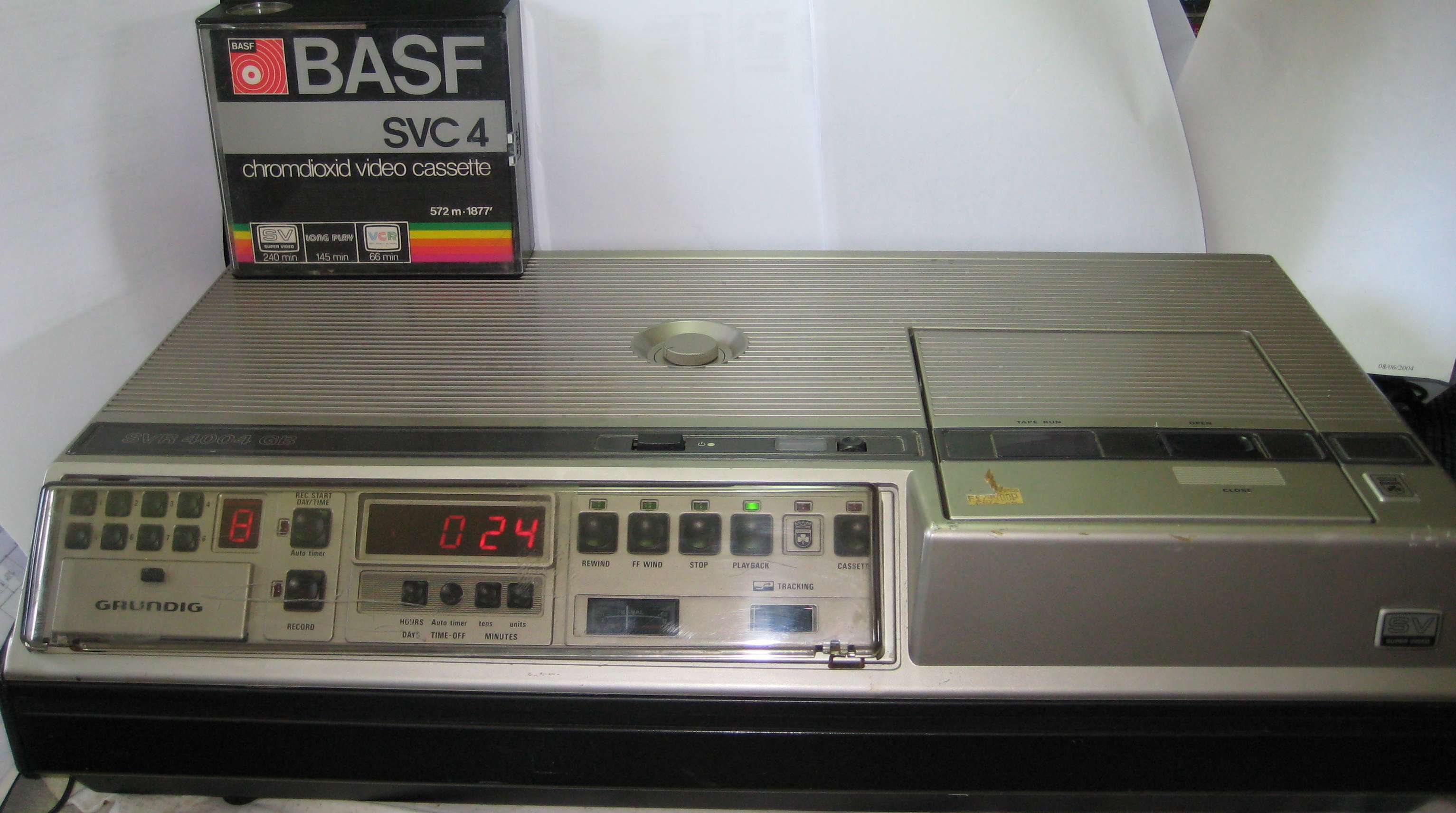
희귀한 그룬딕 SVR4004 기계.

VCR은 나중에 VCR-LP로 알려진 관련 포맷으로 발전했다. 이것은 사선 방위각을 활용하여 녹화 시간을 크게 늘렸다. 두 포맷 모두 동일한 VCR 카세트를 사용했지만, 녹화물은 두 시스템 간에 호환되지 않았고, 듀얼 포맷 레코더는 거의 존재하지 않았다. 1977년에 출시된 필립스 N1700은 VCR-LP 포맷을 지원했다.
나중에 훨씬 더 긴 재생 시간을 제공하는 Super Video (SVR) 변형은 그룬딕에서만 독점적으로 제조되었다. SVR은 이전 필립스 카세트와 동일한 카세트에 BASF 및 아그파가 제조한 크롬 산화물 테이프를 독점적으로 사용하도록 설계되었으며, 카세트 하단에 작은 액추에이터가 추가되었다는 점만 달랐다. 이는 BASF/Agfa 테이프만 SVR 기기에서 작동했지만, 이러한 테이프는 구형 VCR 및 VCR-LP 기기에서도 사용될 수 있음을 의미했다. VCR-LP 녹화물이 VCR과 호환되지 않는 것처럼, SVR 녹화물도 VCR 및 VCR-LP와 호환되지 않는다. 유일하게 제작된 모델은 그룬딕 SVR4004였으며, 선택적 오디오/비디오 커넥터와 같은 몇 가지 세부적인 변형과 재브랜딩된 ITT 240이 있었다.

## 카세트 재생 시간

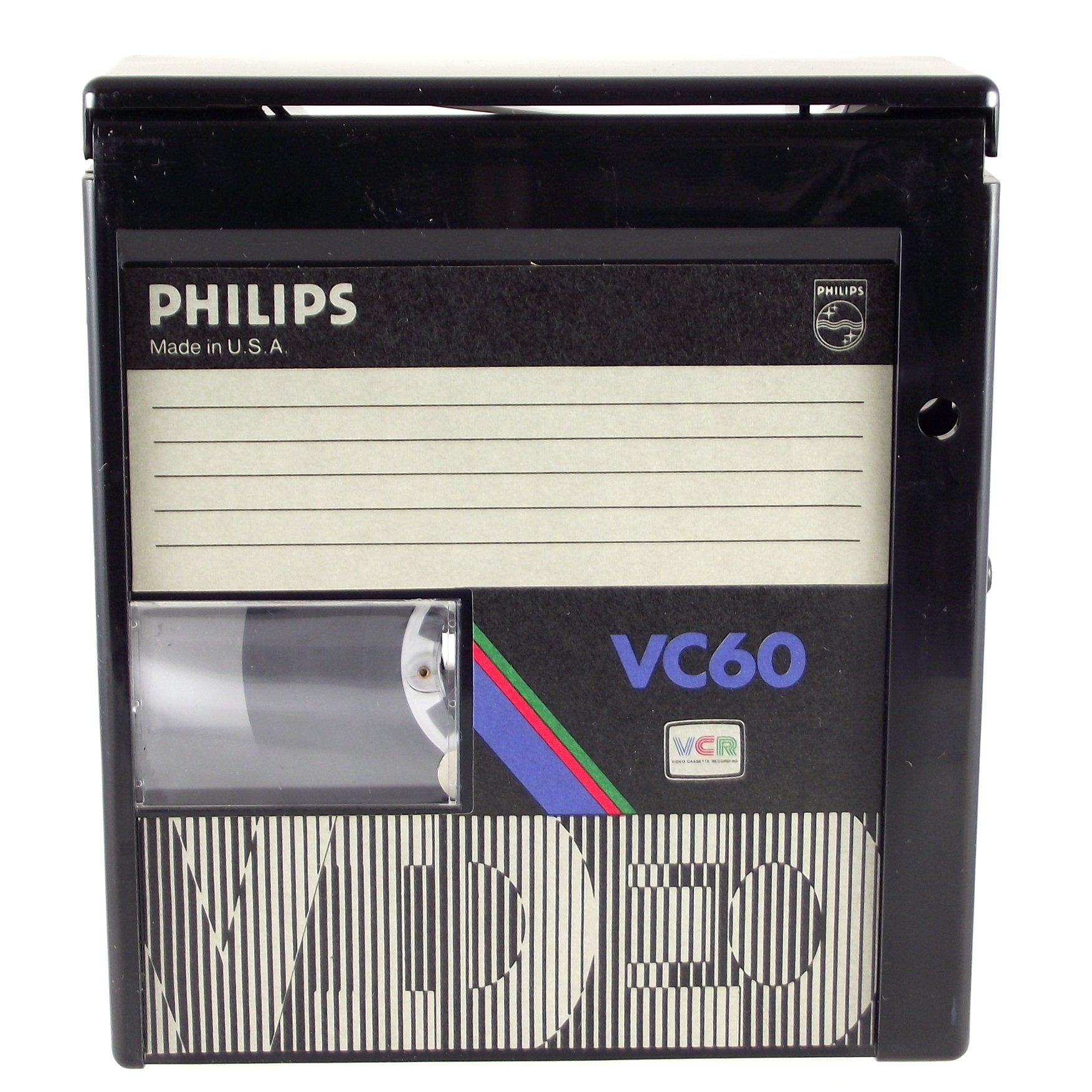
필립스 VC60 카세트 전면.

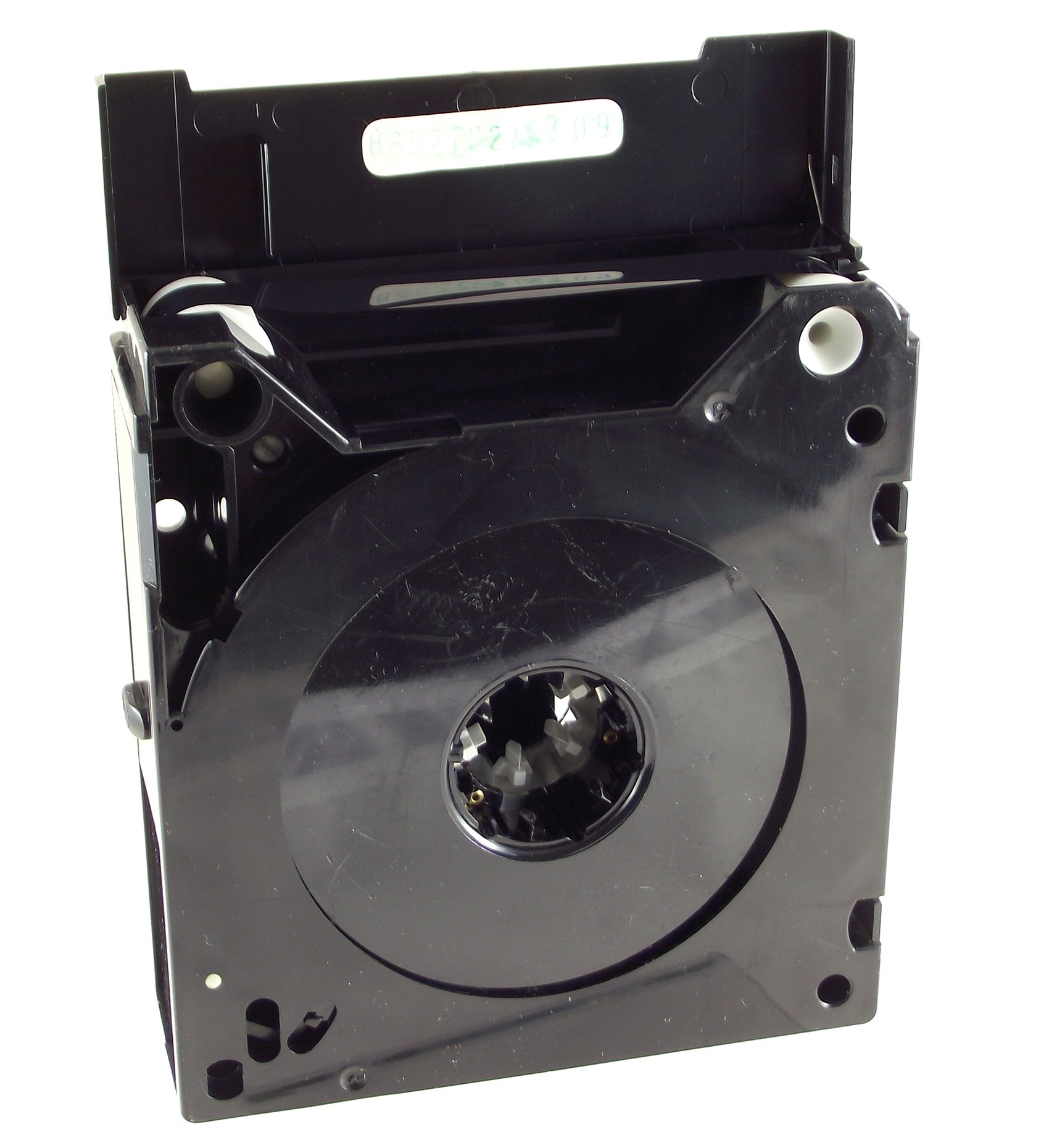
테이프가 노출된 필립스 VC60 카세트 후면.

이 표는 표준 VCR, VCR-LP 및 SVR용으로 출시된 가장 일반적인 카세트의 재생 시간(분 단위)을 요약한 것이다.
VC 카세트는 원래 표준 VCR용으로 개발되었다. LVC 카세트는 VCR-LP용으로 개발되었지만, 물리적으로 VC 카세트와 동일하다. SVC 카세트는 SVR용으로 특별히 개발되었다.
| 테이프 라벨 | 재생 시간 | 재생 시간 | 재생 시간 |
| 테이프 라벨 | VCR       | VCR-LP    | SVR       |
| ----------- | --------- | --------- | --------- |
| VC 30       | 30        | 65        | -**       |
| VC 45       | 45        | 97        | -         |
| VC 60       | 60        | 130       | -         |
| LVC 60      | 27        | 60        | -         |
| LVC 90      | 41        | 90        | -         |
| LVC 120     | 55        | 120       | -         |
| LVC 150     | 69        | 150       | -         |
| LVC 180     | 83*       | 180       | -         |
| SVC 2       | 30        | 70        | 120       |
| SVC 3       | 50        | 105       | 180       |
| SVC 4       | 65        | 145       | 240       |
| SVC 4.25    | 70        | 150       | 255       |

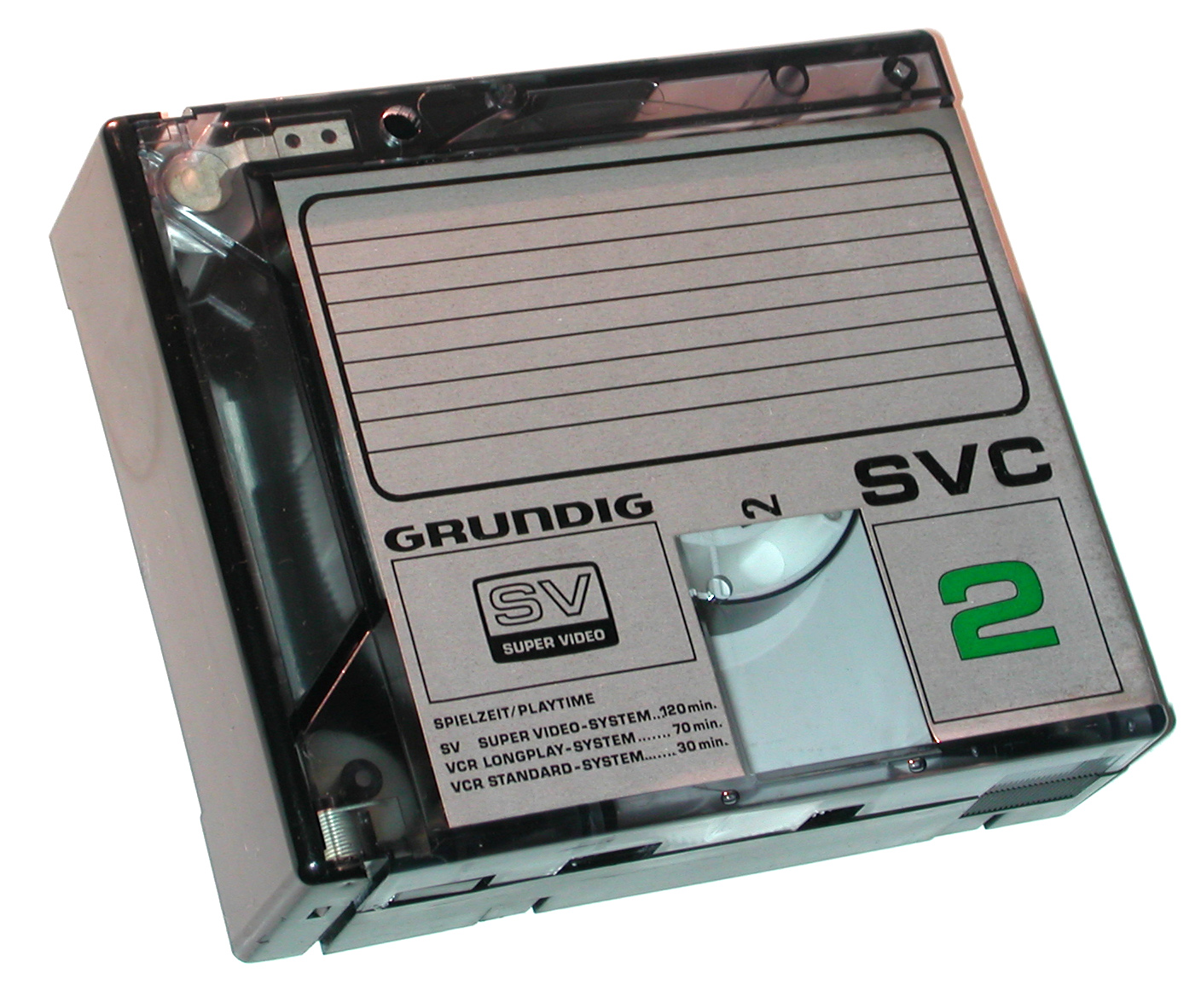
SVR 호환 카세트 (SVR, 표준 VCR 및 VCR-LP 사용을 위한 재생 시간 표시)

*) LVC 180은 테이프 베이스가 얇기 때문에 표준 VCR 기기에서 사용하지 않는 것이 좋았다.
**) VC 및 LVC 카세트는 SVR 기기에서 작동하지 않는다. 그러나 SVC 카세트는 VCR 및 VCR-LP 기기에서 사용할 수 있다.

## 모델

### N1500 (1972년)
최초의 필립스 기기는 모델 번호 N1500이었으며, 이 모델의 이름을 따서 포맷도 알려져 있다. 이 모델은 상대적으로 큰 주전원 전압 유도 모터에 적용되는 자기 브레이크 서보 시스템을 포함한 "1세대" 기계 장치를 갖추고 있었다. 캐비닛의 바깥쪽 가장자리는 목재였다. 전원 케이블은 분리형이었지만, 대체품을 쉽게 구할 수 없는 불분명한 커넥터를 사용했다.
N1520은 TV 튜너와 타이머가 없는 N1500이었지만, 어셈블 및 인서트(4개의 비디오 헤드 사용) 편집 기능, 2트랙 선형 오디오(스테레오가 아닌 독립 모노 채널), 그리고 직접 AV 입출력 연결 기능을 갖추고 있었다.

### N1460 (1973년 출시)
학교와 대학에서 몇 대의 마스터 VCR 레코더가 공중파 녹화를 하고 더 저렴한 N1460이 재생에 사용되는 경우가 많았다. 폴란드에서는 약간 수정된 버전이 Unitra magnetowid kasetowy MTV-20이라는 이름으로 제작되었다.

### N1501 (1974년 출시)

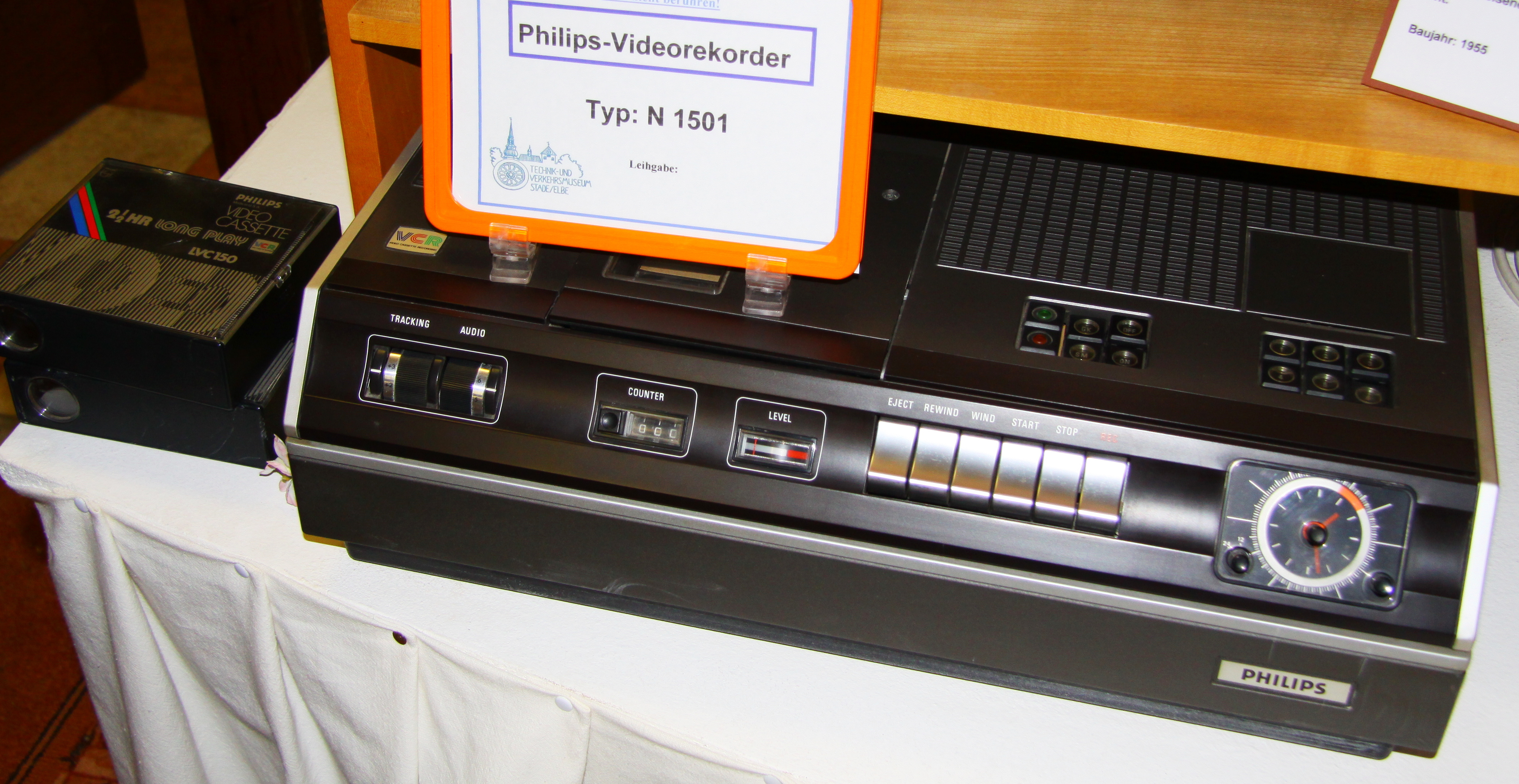
N1501 및 VCR 비디오 카세트

내부 전체에 AC 주전원이 공급되었다: 주전원 모터, 주전원 시계 등. 원래 N1500에 비해 약간 개선된 컬러 회로, 또한 일부 TV에서 플라이백 간섭을 줄이기 위해 필드 블랭킹이 수정되었다. N1500의 외관 변형으로, 은색 전면이 검정색으로 교체되고 목재 대신 검정색 플라스틱 주변이 적용되었다.

### N1502 (1976년 출시)
후기 모델 N1502는 DC 모터와 더 진보된 전자 장치를 사용하는 완전히 다른 메커니즘을 가지고 있었으며, 다소 더 신뢰할 수 있었다. 이후 버전은 여전히 N1502로 불렸지만, 기계적 및 전자적 측면에서 더 중요한 발전을 이루었으며, 특히 깨지기 쉬운 플라스틱 기어박스 조립 대신 로딩 메커니즘 작동을 위한 웜 드라이브를 갖추었다. 초기 기계는 유선 주전원 케이블을 사용했지만, 후기 기계는 표준 "Figure-8" C7 전원 소켓을 장착했다.

### N1512 (1976년 출시)
N1512 모델은 컴포지트 비디오 입력 및 출력 커넥터를 제공했지만, 그 외에는 N1502와 동일했다. VCR-LP 모델 N1700은 후기 N1502 변형과 밀접한 관련이 있었다. 다른 더 희귀한 필립스 모델에는 스테레오 사운드 및 편집 기능이 포함되었다.
회로 및 내부 레이아웃은 1세대 필립스 VCR보다 훨씬 모듈식이었다. 조용한 DC 모터를 사용했다(1세대 VCR은 강력한 동기식 AC 주전원 모터를 사용했다). 기본적으로 이 모델은 필립스 N1502와 동일하며 비디오 입출력을 위한 추가 보드가 있었다. 채널 버튼 8은 비디오 입력을 선택했다.

### N1700 (1977년 출시)
필립스 N1502와 외부 및 내부적으로 매우 유사했다. 일부 부품은 두 모델 간에 호환 가능했다. 느린 테이프 속도와 사선 방위각 녹화 기술(테이프 낭비 가드 밴드 없이 비디오 트랙 간의 혼선을 거의 제거하기 위함)은 화질 손실 없이 더 긴 재생 시간을 가능하게 했다. 주전원 코드는 기계에 고정되어 있었지만, 후기 N1700 출시 모델에는 탈착식 코드가 있었으며, 이는 N1702 모델에서 표준이 되었다. 또한 후기 모델에서는, 아마도 회사가 이미 N1702 생산을 시작했기 때문에, 내부 비디오 헤드도 때때로 N1700 대신 N1702로 표기되었다. 영국에서의 가격은 약 700파운드로 2023년에는 5,500파운드가 넘는다. Skantic 브랜드의 복제품 모델 VCR 1209281은 후기 N1702 모델의 은색 상단 디자인을 가지고 있었다.
데니스 노던은 이 모델을 산업 비디오 "더 필립스 타임 머신"에서 홍보했다.

### N1702 (1979년 출시)
필립스 모델 N1700과 유사하게, N1702는 더 밝은 색상의 상단 커버를 가지고 있었다 (N1702는 은색과 검정색이었고 N1700은 회색이었다). 4자리 카운터, 9일 타이머, 분리형 주전원 코드(하드와이어드가 아님), 그리고 TV 튜닝을 돕는 테스트 패턴 생성기가 있었다. 후기 N1702 모델에서는 테이프 전송 설명이 약간 다른 위치에 있었다.

### 그룬딕 모델
그룬딕은 마이크로프로세서 제어를 통해 테이프를 순전히 기계적인 데크보다 더 부드럽게 다루는 VCR4000 VCR-LP 모델을 제작했으며, SVR4004 (더 긴 재생 시간의 SVR 포맷) 모델도 매우 유사했다. 다른 그룬딕 모델에는 VCR3000 (VCR 포맷으로 추정) 및 VCR5000AV (유일한 듀얼 포맷 VCR 및 VCR-LP 기기로 추정)가 포함되었다.

## 교체
1970년대 후반, VCR 포맷은 Video 2000('Video Compact Cassette' 또는 VCC라고도 함)으로 완전히 대체되었다. 유사한 두문자어와 둘 다 필립스에서 설계되었다는 사실 때문에 'VCC'와 'VCR' 포맷은 종종 혼동된다. 그러나 두 시스템은 호환되지 않으며 상당한 차이가 있다. 일부 Video 2000 기기에는 수정된 "VCR" 로고 버전이 새겨져 있는데, 이는 (N1500 및 N1700 기기에 나타났던 것과 같이) 이러한 혼란을 더욱 가중시킨다.